# Albidella
Albidella és un gènere de plantes de la família de les alismatàcies. Actualment només se'n coneix un gènere, Albidella nymphaeifolia, anomenat anteriorment Echinodorus nymphaeifolius. És nativa de Cuba i de la península del Iucatan.